# Velluto a coste
Il velluto a coste o corduroy (la parole deriva dall'unione delle definizioni cord - fibra ritorta, corda - e duroy - tessuto ruvido di lana -), è un tessuto, propriamente un tipo di velluto, caratterizzato da costolature in rilievo.  La trama presenta scanalature tra le singole righe di tessuto di pelo (tra di esse è visibile la stoffa utilizzata come base) che danno il nome a questa tessitura increspata, detta "a coste".

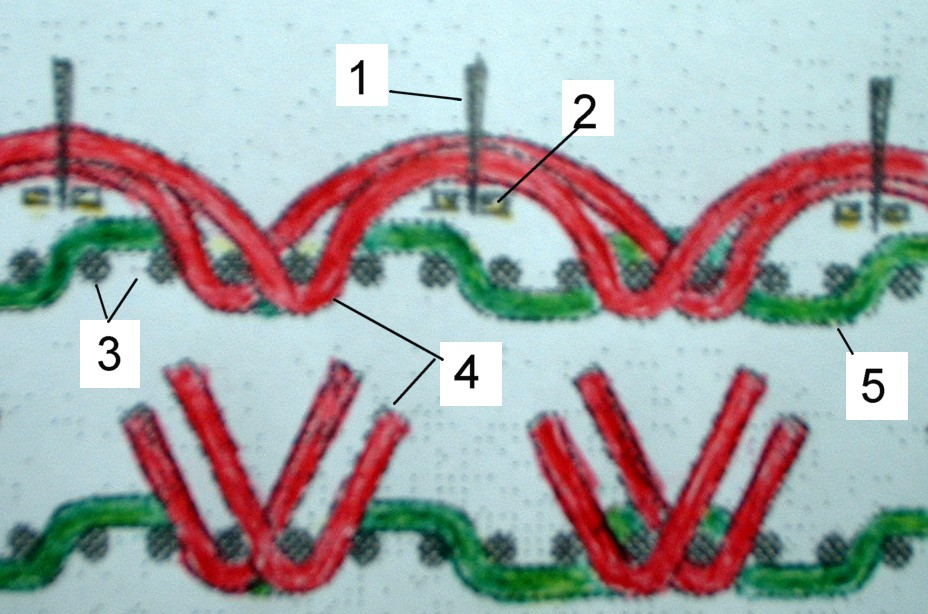
Schema del velluto a coste, 1 lama, 2 guidalama, 3 trama, 4 (rosso) ordito di pelo, 5 (verde) ordito grosso o di base

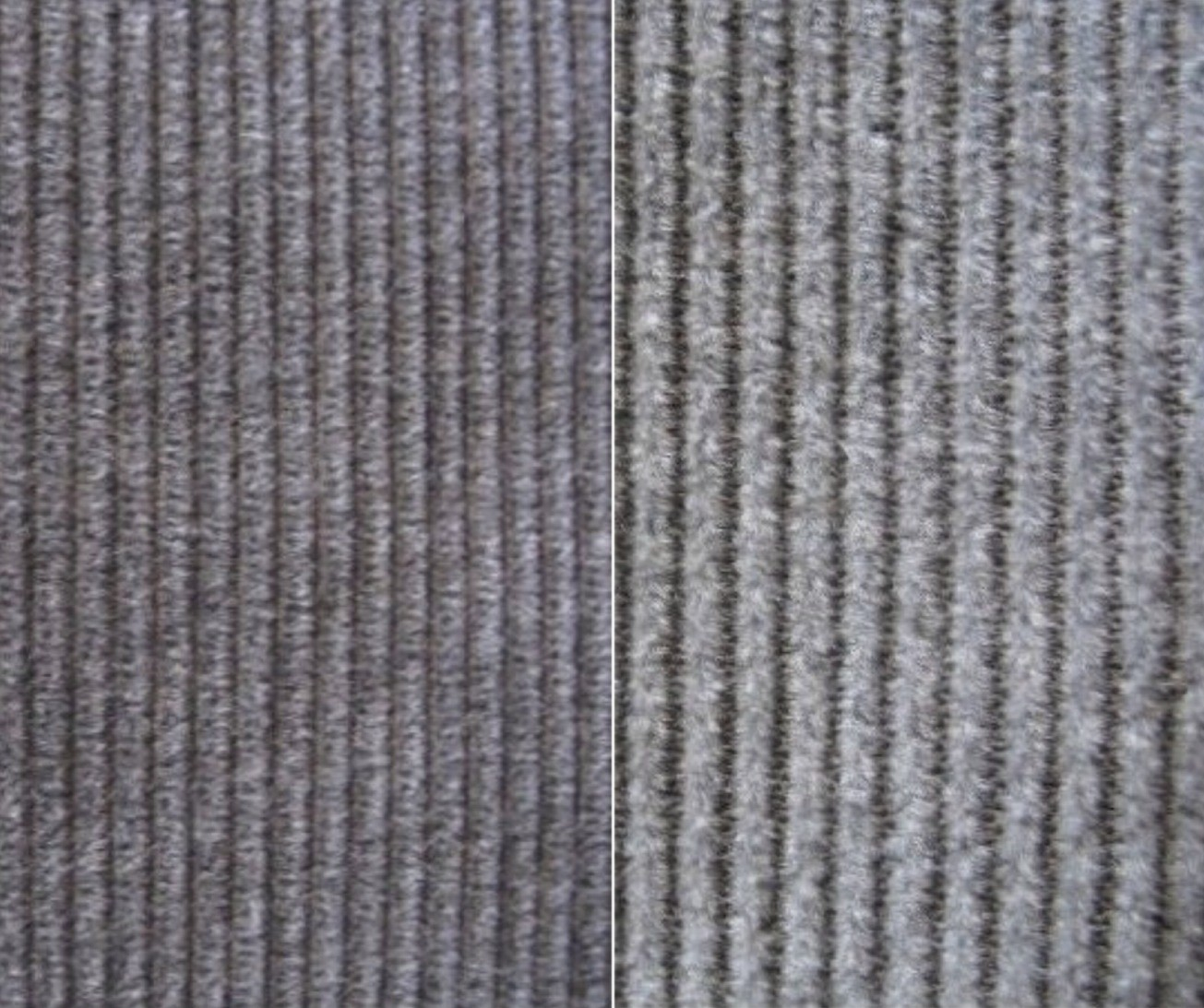
Due tipi di velluto a coste

## Wale
La misura della costolatura è indicata dal numero di righe di velluto per pollice detta "wale", comprese tra 1,5 e 21, minore il numero maggiore la larghezza della costolatura, per esempio 11-wale è un velluto standard a costine mediamente sottili.
Il velluto a coste è un tessuto resistente e durevole adatto al confezionamento di capi di abbigliamento, e la possibilità di variare la densità della trama rende possibile una notevole diversificazione nei suoi usi:
- le trame ad ordito più ampio (quindi con minor densità nella costolatura) vengono usate per confezionare coperture, fodere di divani e poltrone;
- le orditure meno frequenti sono impiegate per pantaloni e gonne di varia foggia;
- le costolature più fini invece si possono prevalentemente trovare in indumenti indossabili dalla vita in su.